# Catonvielle
Catonvielle är en kommun i departementet Gers i regionen Occitanien i sydvästra Frankrike. Kommunen ligger i kantonen Cologne som tillhör arrondissementet Auch. År 2022 hade Catonvielle 105 invånare.

## Befolkningsutveckling
Antalet invånare i kommunen Catonvielle
Referens:INSEE